# Fleur Townsend
Fleur Townsend ist eine ehemalige neuseeländische Squashspielerin.

## Karriere
Fleur Townsend war in den 1980er-Jahren als Squashspielerin aktiv. Mit der neuseeländischen Nationalmannschaft nahm sie 1989 an der Weltmeisterschaft teil und belegte mit ihr den dritten Platz. Sie kam je einmal in der Vorrunde und im Viertelfinale zum Einsatz und gewann beide Partien. Im selben Jahr erreichte sie in der nationalen Rangliste mit Platz sechs ihre höchste Notierung.
Zwischen 1985 und 1989 stand sie dreimal im Hauptfeld der Einzel-Weltmeisterschaft und erzielte mit dem Einzug in die zweite Runde im Jahr 1987 ihr bestes Resultat. Dort scheiterte sie an Fiona Geaves in drei Sätzen. Ab 1990 wurde sie nicht mehr in der nationalen Rangliste geführt.